# Killing Joke
Killing Joke – brytyjski zespół postpunkowo-industrialny, założony na przełomie lat 1978/1979 przez kompozytora, wokalistę, klawiszowca i autora tekstów Jaza Colemana oraz perkusistę Paula Fergusona. W przeszłości grupa wstrzymywała działalność ze względu na psychiczne kłopoty Colemana. Albumy studyjne formacja nagrywa „gdy nadejdzie odpowiedni moment”, a skład zespołu ulega ciągłym zmianom. 
Do śmierci Kevina „Geordie” Walkera w listopadzie 2023, jedynymi stałymi członkami zespołu byli on i Jaz Coleman.
W 2008 roku zespół powrócił do składu: Jaz Coleman, Geordie Walker, Martin „Youth” Glover oraz Paul Ferguson.

## Wpływ
Killing Joke pozostaje jednym z najbardziej wpływowych zespołów z rejonu post-punka. Inspirowali m.in. Metallicę, która nagrała cover utworu The Wait, Nirvanę oraz Marilyna Mansona.

## Muzycy
Obecny skład
- Jaz Coleman – wokal prowadzący, instrumenty klawiszowe (od 1979)
- Martin „Youth” Glover – gitara basowa (1979–1982, 1992–1996, 2002–2003, od 2008)
- Paul Ferguson – perkusja, wokal wspierający (1979–1987, od 2008)
- Roi Robertson – instrumenty klawiszowe (od 2016)

Byli członkowie
- Paul Raven (zmarły) – gitara basowa, wokal wspierający (1982–1987, 1990–1991, 2003–2007)
- Kevin „Geordie” Walker (zmarły) – gitara (1979-2023)
- Ben Calvert – perkusja (2005, 2011)
- Reza Udhin – instrumenty klawiszowe (2005–2016)
- Geoffrey Dugmore – perkusja (1994–1996)
- Nick Holywell-Walker – instrumenty klawiszowe (1995–1996)
- Martin Atkins – perkusja (1989–1991)
- Dave Kovacevic – instrumenty klawiszowe (1986, 1990)
- Ted Parsons – perkusja (2003, 2004)
- Dave „Taif” Ball – gitara basowa (1990)
- Dave Grohl – perkusja (2002–2003)
- Troy Gregory – gitara basowa (1996)

## Dyskografia

### Albumy studyjne
| Killing Joke                                   | - Data: sierpień 1980 - Wydawca: E.G. Records             | 39 | –   | –   | –   | –  | –  | –  |              |
| What’s THIS For...!                            | - Data: czerwiec 1981 - Wydawca: E.G. Records             | 42 | –   | –   | –   | –  | –  | –  |              |
| Revelations                                    | - Data: lipiec 1982 - Wydawca: E.G. Records               | 12 | –   | –   | –   | –  | –  | 33 |              |
| Fire Dances                                    | - Data: lipiec 1983 - Wydawca: E.G. Records               | 29 | –   | –   | –   | –  | –  | –  |              |
| Night Time                                     | - Data: luty 1985 - Wydawca: E.G. Records                 | 11 | –   | 10  | –   | 50 | –  | 8  | - UK: srebro |
| Brighter Than a Thousand Suns                  | - Data: listopad 1986 - Wydawca: E.G. Records             | 54 | 194 | –   | –   | –  | –  | –  |              |
| Outside the Gate                               | - Data: czerwiec 1988 - Wydawca: Invisible Records        | 92 | –   | –   | –   | –  | –  | –  |              |
| Extremities, Dirt & Various Repressed Emotions | - Data: listopad 1990 - Wydawca: Noise                    | –  | –   | –   | –   | –  | –  | –  |              |
| Pandemonium                                    | - Data: 2 sierpnia 1994 - Wydawca: Butterfly, Zoo         | 16 | –   | –   | –   | –  | –  | –  |              |
| Democracy                                      | - Data: 1 kwietnia 1996 - Wydawca: Big Life               | 71 | –   | –   | –   | –  | –  | –  |              |
| Killing Joke                                   | - Data: 28 lipca 2003 - Wydawca: Zuma                     | 43 | –   | 100 | 108 | –  | –  | –  |              |
| Hosannas from the Basements of Hell            | - Data: 18 kwietnia 2006 - Wydawca: Cooking Vinyl         | 72 | –   | –   | 173 | –  | –  | –  |              |
| Absolute Dissent                               | - Data: 27 września 2010 - Wydawca: Spinefarm Records     | 71 | –   | –   | 113 | –  | 37 | –  |              |
| MMXII                                          | - Data: 2 kwietnia 2012 - Wydawca: Spinefarm Records      | 44 | –   | –   | –   | –  | 9  | –  |              |
| Pylon                                          | - Data: 23 października 2015 - Wydawca: Spinefarm Records | 16 | –   | 70  | 98  | –  | –  | –  |              |
| „–” album nie był notowany.                    |                                                           |    |     |     |     |    |    |    |              |

### Minialbumy
| Tytuł                 | Dane dot. albumu                                                   |
| --------------------- | ------------------------------------------------------------------ |
| Turn to Red           | - Data: październik 1979 - Wydawca: Malicious Damage               |
| Almost Red            | - Data: listopad 1979 - Wydawca: Island                            |
| Birds of a Feather EP | - Data: październik 1982 - Wydawca: E.G. Records, Passport Records |
| Jana Live EP          | - Data: luty 1995 - Wydawca: Butterfly Records, Big Life           |
| In Excelsis           | - Data: 23 czerwca 2010 - Wydawca: Spinefarm Records               |

### Albumy koncertowe
| Ha! („HA”)                                                     | - Data: 4 listopada 1982 - Wydawca: Virgin Records         | 66 |
| The Courtauld Talks                                            | - Data: 1989 - Wydawca: Invisible Records                  | –  |
| BBC in Concert                                                 | - Data: październik 1995 - Wydawca: Windsong International | –  |
| …No Way Out But Forward Go                                     | - Data: 6 maja 2001 - Wydawca: Pilot Records               | –  |
| Love Like Blood                                                | - Data: 1 listopada 2002 - Wydawca: Brilliant Nl           | –  |
| XXV Gathering: Let Us Prey                                     | - Data: 4 października 2005 - Wydawca: Cooking Vinyl       | –  |
| Duende – The Spanish Sessions                                  | - Data: 3 listopada 2008 - Wydawca: Eastworld Recordings   | –  |
| Live at the Forum                                              | - Data: październik 2008 - Wydawca: Concert Live           | –  |
| Requiem                                                        | - Data: 22 września 2009 - Wydawca: Charly Records         | –  |
| Live at Hammersmith Apollo 16.10.2010                          | - Data: 2010 - Wydawca: Concert Live                       | –  |
| Down by the River                                              | - Data: 10 marca 2014 - Wydawca: Killing Joke Records      | –  |
| The Great Gathering: Live at Brixton Academy 4th November 2016 | - Data: 2016                                               |    |
| „–” album nie był notowany.                                    |                                                            |    |

### Kompilacje
| The Unperverted Pantomime                      | - Data: 1982 - Wydawca: wydanie własne                       | –  |
| An Incomplete Collection                       | - Data: 1990 - Wydawca: E.G. Records                         | –  |
| Laugh? I Nearly Bought One!                    | - Data: 5 października 1992 - Wydawca: Virgin                | –  |
| Wilful Days                                    | - Data: maj 1995 - Wydawca: Virgin                           | –  |
| Alchemy: The Remixes                           | - Data: 25 listopada 1996 - Wydawca: Rough Trade             | –  |
| Wardance: The Remixes                          | - Data: 1998 - Wydawca: Dragonfly Records                    | –  |
| The Unperverted Pantomime?                     | - Data: 6 października 2003 - Wydawca: Alchemy Entertainment | –  |
| Chaos for Breakfast                            | - Data: 2004 - Wydawca: Malicious Damage                     | –  |
| For Beginners                                  | - Data: 2 sierpnia 2004 - Wydawca: EMI, Virgin               | –  |
| Inside Extremities: Mixes, Rehearsals and Live | - Data: 2007 - Wydawca: Candlelight Records                  | –  |
| Bootleg Vinyl Archive                          | - Data: 2007 - Wydawca: Candlelight Records                  | –  |
| Killing Joke RMXD                              | - Data: 4 sierpnia 2008 - Wydawca: EMI Gold                  | –  |
| The Original Unperverted Pantomime             | - Data: 20 października 2008 - Wydawca: Eastworld Recordings | –  |
| The Peel Sessions 1979–1981                    | - Data: 8 września 2008 - Wydawca: Virgin Records            | –  |
| The Singles Collection 1979–2012               | - Data: 14 maja 2013 - Wydawca: Spinefarm/Universal          | 75 |
| Killing Joke: In Dub                           | - Data: 10 marca 2014 - Wydawca: PledgeMusic                 | –  |
| „–” album nie był notowany.                    |                                                              |    |

## Wideografia
| Tytuł                                                      | Dane dot. albumu                                 |
| ---------------------------------------------------------- | ------------------------------------------------ |
| XXV Gathering: The Band That Preys Together Stays Together | - Data: 1 listopada 2005 - Wydawca: Eagle Vision |

## Filmografia
| Tytuł                           | Rok  | Uwagi                                         | Źródło |
| ------------------------------- | ---- | --------------------------------------------- | ------ |
| The Death and Resurrection Show | 2013 | film dokumentalny, reżyseria: Shaun Pettigrew | [ 24 ] |

## Nagrody i wyróżnienia
| Rok  | Kategoria                  | Tytułem          | Nagroda                         | Nota | Źródło |
| ---- | -------------------------- | ---------------- | ------------------------------- | ---- | ------ |
| 2005 | Lifetime Achievement Award | Killing Joke     | Kerrang! Awards                 | Laur | [ 25 ] |
| 2010 | Innovator Award            | Killing Joke     | Classic Rock Roll of Honour     | Laur | [ 26 ] |
| 2011 | Best Album                 | Absolute Dissent | Metal Hammer Golden Gods Awards | Laur | [ 27 ] |

## Koncertografia

### Polska
Koncerty, które się odbyły:
- 30 sierpnia 1990, na zamkniętym koncercie w Klubie Hybrydy[28],
- 31 sierpnia 1990 na warszawskim Torwarze, w ramach siódmej, ostatniej edycji Grand Festiwalu Róbrege[28][29], w składzie: Jaz Coleman, Geordie Walker, Paul Raven, Martin Atkins[30]
- w nocy z 1 na 2 sierpnia 2003 roku na IX Przystanku Woodstock w Żarach, w składzie: Jaz Coleman, Geordie Walker, Paul Raven, Ted Parsons, Nick Walker
- 10 czerwca 2011 na Sonisphere Festival w Warszawie[31], w składzie: Jaz Coleman, Geordie Walker, Youth, Reza Udhin, Ben Calvert
- 5 maja 2012 w Browarze Mieszczańskim we Wrocławiu w ramach Asymmetry Festival 4.0[32], w składzie: Jaz Coleman, Geordie Walker, Youth, Paul Ferguson, Reza Udhin
- 21 listopada 2016 w krakowskim klubie studenckim Kwadrat[33][34][35], w składzie: Jaz Coleman, Geordie Walker, Youth, Paul Ferguson, Roi Robertson
- 19 czerwca 2017 w warszawskim w klubie Progresja[36][37][38], w składzie: Jaz Coleman, Geordie Walker, Youth, Paul Ferguson, Roi Robertson
- 20 października 2018 w warszawskim klubie Stodoła[39][40][41][42], w składzie: Jaz Coleman, Geordie Walker, Youth, Paul Ferguson, Roi Robertson (support: Turbowolf)

Odwołane koncerty:
- 3 października 2006 w warszawskim Klubie Proxima (supportem miał być brytyjski zespół October File)
- 27 kwietnia 2010 w katowickim Mega Clubie (planowany support: Agressiva 69)
- 28 kwietnia 2010 (przesunięty na 9 października 2010) w warszawskim w klubie Palladium (planowane supporty: Agressiva 69 i Made in Poland)
- 11 czerwca 2020 na lotnisku Muzeum Lotnictwa Polskiego w Krakowie, w ramach Mystic Festival[43] – trasa koncertowa zespołu oraz sam festiwal zostały odwołane z powodu pandemii COVID-19